# Краснохолмско језеро
Краснохолмско језеро (рус. Краснохолмское озеро) ледничко је језеро на северозападу европског дела Руске Федерације. Налази се на територији Виборшког рејона, на крајњем северозападу Лењинградске области. Географски припада Карелијској превлаци.
Језеро се налази јужно од насеља Красни Холм (по којем је и добило име), односно 5 километара североисточно од града Виборга. У источни део језера улива се река Перовка, док из западног дела језера отиче мањи водоток који га повезује са Сајменским каналом.
Површина језерске акваторије је око 2 км², док се ка језеру одводњава територија укупне површине од 780 км².